# جواهر بنت محمد القاسمي
جواهر بنت محمد القاسمي، قرينة صاحب السمو حاكم الشارقة الشيخ الدكتور سلطان بن محمد القاسمي ورئيسة المجلس الأعلى لشؤون الأسرة في إمارة الشارقة في دولة الإمارات العربية المتحدة. برز دورها في الأعمال الإنسانية والخيرية، وفي مجالات عدّة مثل رعاية مرضى السرطان ورعاية وحماية الأطفال اللاجئين والأيتام والأطفال من ذوي الاحتياجات الخاصة والتعليم وريادة الأعمال، بجانب الاهتمام الواسع بتنمية الأسرة وتمكين المرأة والطفولة والاهتمام بالتراث الثقافي.

## تنمية قدرات الأطفال والشباب
تركز سمو الشيخة جواهر القاسمي على تنمية قدرات الأطفال والشباب كونها أحد الأولويات التي بدأتها منذ سنوات عدة بهدف بناء جيل رائد من الشباب والفتيات في إمارة الشارقة، حيث أطلقت عدة مؤسسات مجتمعية تستهدف الأطفال والناشئة والفتيات تعمل على أنشطة ومبادرات تعزز من مواهبهم وتنمي قدراتهم وتهيئهم ليكونوا قادة في المستقبل، وهي:
- مؤسسة ربع قرن لصناعة القادة والمبتكرين[1]، وتضم:
  - أطفال الشارقة[2]
  - سجايا فتيات الشارقة[3]
  - ناشئة الشارقة[4]
  - الشارقة لتطوير القدرات[5]
- مؤسسة فن – منصة الاكتشاف الإعلامي[6]
- جائزة الشيخ سلطان لطاقات الشباب[7]
- أكاديمية ذاتي[8]

## تمكين المرأة
اعتمدت سمو الشيخة جواهر القاسمي نهجًا واضحاً يركز على تمكين المرأة ودعمها بإمارة الشارقة لتعزيز دورها البارز في الارتقاء بجوانب مختلفة مثل: ريادة الأعمال، وتحقيق التوازن بين الجنسين، وإطلاق المبادرات التي تعزز من دورها في مجتمعها، وتوفير المساحات اللازمة لها لممارسة اهتماماتها. ومن منطلق هذا اهتمام سموها بالمرأة وتقديم الدعم اللازم لها، ركزت سمو الشيخة جواهر القاسمي على إطلاق مؤسسات مجتمعية متنوعة تهتم بالمرأة حيث تهتم كل مؤسسة بجانب أساسي من الجوانب التعليمية والترفيهية وغيرها:
- نادي سيدات الشارقة[9]
- مؤسسة الشارقة لرياضة المرأة[10]
- مركز ريادة[11]
- مؤسسة نماء للارتقاء بالمرأة[12] وتضم تحت مظلتها:
  - مجلس سيدات أعمال الشارقة[13]
  - مجلس إرثي للحرف المعاصرة[14]

## الارتقاء بالمجتمع والأسرة
أنشأت سمو الشيخة جواهر بنت محمد القاسمي منظومة الأسرة المتكاملة في عام 1982، وتعمل من خلالها المؤسسات المعنية بتقديم خدمات متنوعة للمجتمع والأسرة وتمكين أفرادها وتعزيز مختلف الجوانب الحياتية المتعلقة بالثقافة والصحة وحماية الطفل والأسرة وغيرها، وهي:
- المجلس الأعلى لشؤون الأسرة،[15] ويضم:
  - إدارة مراكز التنمية الأسرية وفروعها.[16]
  - إدارة التثقيف الصحي.[17]
  - المكتب الثقافي
  - إدارة سلامة الطفل[18]
  - المكتب الإعلامي للمجلس الأعلى لشؤون الأسرة
- مركز الجواهر للمناسبات والمؤتمرات[19]

وللحفاظ على التاريخ العريق لإمارة الشارقة، للشيخة جواهر القاسمي مسيرة طويلة في هذا المجال حيث كان لسموها دوراً بارزاً في اختيار الشارقة كعاصمة للثقافة الإسلامية.

## العمل الخيري والإحسان
تعتبر سموّ الشيخة جواهر القاسمي مساندة بارزة للمحتاجين حيث جلبت اهتماماً إقليمياً ودولياً واسع للنظر في معاناة الشعوب داخل الشرق الأوسط وخارجه. وفي هذا الصدد، أطلقت سمو الشيخة جواهر عدة مؤسسات خيرية ومجتمعية تركز على تقديم الدعم والمساندة للشعوب المتضررة والأفراد المحتاجين محلياً ودولياً بهدف توفير الحياة الكريمة، والرعاية اللازمة لهم.
- مؤسسة القلب الكبير [21]
- جمعية أصدقاء مرضى السرطان [22]
- جمعية أصدقاء مرضى الكلى[23]
- جمعية أصدقاء مرضى السكري[24]
- جمعية أصدقاء مرضى التهاب المفاصل[25]
- جمعية أصدقاء الرضاعة الطبيعية[26]

## الأوسمة والجوائز
- - درع الشخصية الرائدة في العمل الاجتماعي الأهلي للعام 2022 من مجلس وزراء الشؤون الاجتماعية بدول مجلس التعاون الخليجي.[27]
  - درجة الدكتوراه الفخرية من جامعة الشارقة تقديرًا لإنجازات سموها المميزة في كثير من المجالات الاجتماعية والإنسانية بينها تأسيس نادي سيدات الشارقة والمجلس الأعلى لشؤون الأسرة.[27]
  - شهادة فخرية من الاتحاد الدولي للكاراتيه بالدرجة التاسعة من رئيس الاتحادين الإماراتي والآسيوي ونائب رئيس الاتحاد الدولي للكاراتيه تقديراً لجهودها المبذولة واهتمامها بكل ما يخدم مستقبل رياضة المرأة في إمارة الشارقة ودولة الإمارات العربية المتحدة – 2020.[27]
  - وسام رواد العمل الاجتماعي 2020 من جمعية الاجتماعيين.[27]
  - جائزة الشخصية التربوية الداعمة للتعليم في النسخة الـ25 للجائزة في عام 2019، وذلك تقديراً لجهود سموها ودورها الرائد في تطوير المنظومة التعليمية.[27]
  - تكريم “أوائل الإمارات” للعام 2017، عن إطلاق مؤسسة القلب الكبير لسد احتياجات اللاجئين السوريين منذ العام 2013 وإلى الآن.[27]
  - جائزة الملك عبدالله الثاني للإبداع – الدورة الثامنة 2015-2016، عن البحث الذي قدمته إدارة التثقيف الصحي بالشارقة عن “دور إمارة الشارقة الإبداعي في رعاية الطفولة”، ضمن حقل المدينة العربية.[27]
  - جائزة البازلاء الذهبية من المركز الثقافي الألماني لقصص الأطفال في العام 2015، تقديراً لجهود سمو الشيخة جواهر القاسمي في العمل الإنساني والاجتماعي، ومناصرتها للأطفال اللاجئين والمحتاجين، ومرضى السرطان، وإطلاقها للمبادرات الداعمة لتمكين المرأة في كافة المجالات.[27]
  - تكريم “قمة بيروت إنستيتيوت” في العام 2015 لسمو الشيخة جواهر القاسمي، تقديراً لجهودها في المجال الإنساني والخيري ومساعدة اللاجئين، ولكونها تشكل مثالاً يحتذى به للذين يودّون إحداث تغييرات إيجابية في المنطقة العربية.[27]
  - لقب بصمة الشخصية الإنسانية الذهبية لجائزة “وطني الإمارات للعمل الإنساني” للعام 2015، تكريماً وتقديراً لمساهمات سموها في مجالات العمل الإنساني محلياً ودولياً.[27]
  - درع المجلس الوطني للإعلام، تكريماً للدور المحوري، الذي لعبته سموها في الارتقاء بمكانة الشارقة ونيلها لقب عاصمة الثقافة الإسلامية للعام 2014.
  - جائزة شخصية العام العربية الداعمة لقضايا الشباب من قبل الشيخة فاطمة بنت مبارك 2013.[27]
  - المناصرة البارزة للأطفال اللاجئين من قبل المفوضية السامية للأمم المتحدة لشؤون اللاجئين في مايو من عام 2013.[27]
  - جائزة سيدات أعمال الإمارات 2007.[27]
  - جائزة السيدة العربية الأولى من مركز دراسات مشاركة المرأة العربية 2007.[27]
  - وسام صاحبة السمو الملكي الأميرة بنيديكته الرئيسة الفخرية لمنظمة ”أولاف بايدن باول” نظير دعمها للمشاريع الكشفية والإرشادية محليا وعالميا.[27]
  - السفيرة الدولية للإعلان العالمي للسرطان، وأول سفيرة دولية لسرطان الأطفال للإعلان العالمي للسرطان.[27]

## الإنجازات الخيرية
- في عام 2007 نتجت حملة «سلام يا صغار» عن جمع 83 مليون درهم إماراتي (22.7 مليون دولار) لصالح الأطفال الفلسطينيين.
- في عام 2006، جمعت حملة «بحبك يا لبنان» ما يقارب 23 مليون درهم إماراتي (6.3 مليون دولار) للجمعيات الخيرية اللبنانية.[28]
- حملة «تيرجع بحرك أزرق» تبرّعت بمبلغ قدره 275000 دولار أميركي لصالح منظمة «غرين بيس» لإنشاء محميات بحرية قبالة سواحل لبنان، بعد قصف الطائرات الحربية الإسرائيلية لمحطة كهرباء ما سبّب في تلوّث البحر بأطنان من النفط.
- تبرعت الشيخة جواهر بمبلغ 3650000 درهم (مليون دولار) للرعاية الصحية للاجئين الصوماليين.
- قدّمت حملة القلب الكبير تبرعات كبيرة وصلت إلى 14.5 مليون دولار للمفوضية السامية للأمم المتحدة لشؤون اللاجئين لمساعدة الأطفال اللاجئين السوريين.

## حياتها الخاصة
اقترنت الشيخة جواهر بحاكم إمارة الشارقة الشيخ الدكتور سلطان بن محمد القاسمي عضو المجلس الأعلى لدولة الإمارات العربية المتحدة، حاكم الشارقة، وانجبت منه:
- الشيخة بدور بنت سلطان القاسمي (1978) متزوجة من الشيخ سلطان بن أحمد القاسمي.
- الشيخة نور بنت سلطان القاسمي (ولدت عام 1979).
- الشيخة حور بنت سلطان القاسمي (ولدت عام 1980).
- الشيخ خالد بن سلطان القاسمي رحمه الله (1980-2019) .